# Yèvre
Yèvre (wym. [jɛvɾə]) – rzeka we Francji, przepływająca przez departament Cher, o długości 80,6 km. Stanowi prawy dopływ rzeki Cher.